# Oliver Korn
Oliver Korn (ur. 10 czerwca 1984) – niemiecki hokeista na trawie. Dwukrotny złoty medalista olimpijski.
Występuje w ataku. W reprezentacji Niemiec debiutował w 2005. Brał udział w dwóch igrzyskach (IO 08, IO 12), na obu zdobywał złote medale. W 2010 zajął drugie miejsce na mistrzostwach świata, również drugi był w mistrzostwach Europy w 2009, triumfował za to w mistrzostwach Europy w 2011. W kadrze rozegrał 116 spotkań i strzelił 22 bramki. Dodatkowo w hali grał w barwach Niemiec 7 razy (3 trafienia), zdobył tytuł halowego mistrza świata w 2007. Wcześniej występował w kadrach juniorskich i młodzieżowych.